# Carmen Harra
Carmen Harra (nume real Doina Carmen Mureșan; n. 25 martie 1955, Bistrița, România) este o cântăreață de muzică ușoară, pop-dance, latino și populară și scriitoare stabilită în Statele Unite ale Americii din anul 1983. A început să cânte de la 9 ani ), dar și-a început cariera la 16 ani sub numele Carmen Mureșan. Între anii 1979 și 1987 a făcut parte din grupul muzical Trio Expres. În anul 2003, a debutat în SUA ca scriitoare sub numele Carmen Harra, cu lucrarea „Karma de fiecare zi”. Cartea a devenit bestseller, a fost tradusă în peste 20 de limbi, iar traducătorul primei ediții în limba română, în anul 2008, este actorul și muzicianul Ioan Gyuri Pascu. Din anul 2005 își continuă cariera muzicală sub numele Carmen Harra.

## Albume muzicale
- 1980: „Eu am un vis” (cu Trio Expres) - Electrecord
- 1983: „Expres” (cu Trio Expres) - Electrecord
- 1983: „Trio Expres” - Electrecord
- 1983: „2 x 2 = 5 (!)” (cu Trio Expres) - Electrecord
- 1986: „Pentru tine” (cu Trio Expres) - Electrecord
- 1988: „Doar un singur vis” (cu Trio Expres) - Electrecord
- 1990: „Astăzi vom dansa Lambada”- Carmen Mureșan - Electrecord
- 1991: „10” - Carmen Mureșan - EuroStar
- 1992: „Let's Sing And Pray” - Carmen Mureșan - Electrecord
- 2005: „Feel The Magic” - Carmen Harra - Miramid Communication
- 2006: „Carmen Harra” - Carmen Harra - Miramid Communication
- 2019: „Behind Closed Doors” - Carmen Harra - EuroStar

## Melodii/Videoclipuri
- 2013: „To Be Loved By Someone”
- 2016: „O Malea”
- 2016: „Lost In You”
- 2017: „Subete Conmigo”
- 2017: „San Diego”
- 2018: „Disfruta”
- 2018: „Behind Closed Doors”
- 2019: „Otra Vida”

## Cărți publicate în SUA
- 2002: „Everyday Karma” („Karma de fiecare zi”), Penguin Random House - Penguin Group
- 2006: „Decoding Your Destiny” („Decodificarea Destinului”), Beyond Words Publishing
- 2006: „Signs Symbols and Secrets: Decoding The DaVinci Code” („Semne, simboluri și secrete: Decodificarea Codului lui da Vinci”)
- 2007: „Trinity of Health: Your Whole Life”
- 2009: „The Eleven Eternal Principles”, Penguin Random House
- 2011: „Wholeliness: Embracing the Sacred Unity That Heals Our World”, Hay House
- 2015: „Karma Queens' Guide to Relationships: The Truth About Karma In Relationships”, TarcherPerigee - Penguin Group
- 2018: „The Magic of Metaphysics” (audiobook), Hay House
- 2018: „Meant To Be: Understanding the Dynamic of Fate and Free Will in Relationships” (audiobook), Hay House
- 2021: „Committed: Finding Love and Loyalty Through the Seven Archetypes”, Newman Springs Publishing, Inc
- 2023: „Plus One: The Numerology of Relationships”, REDFeather

## Cărți publicate în România
- 2008: „Karma de fiecare zi”, Editura Cartea Daath, București
- 2008: „Decodificarea destinului”, Editura For You, București
- 2008: „Semne, simboluri si secrete. Decodificarea Codului lui da Vinci”, Editura For You, București
- 2008: „Sănătate la trei niveluri”, Editura For You, București
- 2009: „Cele 11 Principii eterne”, Editura For You, București
- 2011: „Unitatea ființei. Integrarea unității sacre ce poate vindeca lumea în care trăim”, Editura Adevăr Divin, Brașov
- 2014: „Lecții pentru viață”, Editura OneBook, București
- 2014: „Karma de fiecare zi”, Editura OneBook, București
- 2016: „Karma relațiilor”, Editura OneBook, București
- 2018: „Decodificarea destinului” (ediție revizuită și adăugită), publicată independent de autoare, București

## Legături externe
- Carmen Harra cântă live melodia „Saraca inima mea” la emisiunea „O dată-n viață” la TVR 1, 13 aprilie 2012
- Carmen Harra cântă live în duet cu Maria Butaciu melodia „M-am suit in dealul Clujului” la emisiunea „O dată-n viață” la TVR 1, 13 aprilie 2012
- Carmen Harra în duet cu Gheorghe Turda la România TV, revelion 2018
- Carmen Harra cu grupul Trio Expres la TVR 1
- Carmen Harra cu grupul Trio Expres la revelionul TVR 1, 1986
- Carmen Harra la TVR 1, 1989
- Carmen Harra la Știrile PRO TV
- Carmen Harra pe VoceaRomaniei.ProTV.ro
- Carmen Harra la Antena 1
- Carmen Harra la Antena Stars
- Carmen Harra la Antena 3
- Carmen Harra pe EvZ.ro Arhivat în 5 aprilie 2019, la Wayback Machine.
- Carmen Harra pe Starmania.ro
- Carmen Harra la „Asta-i România”, Kanal D
- Carmen Harra la „Teo Show”, Kanal D
- Carmen Harra la conferința „Evoluția spirituală a Femeii și saltul în noua dimensiune”, Hotel Intercontinental București, 10 martie 2012
- Carmen Mureșan la Discogs
- Carmen Harra pe Facebook
- Carmen Harra pe YouTube

### Interviuri
- Carmen Harra, cel mai sincer interviu pe Kanal D, 1 aprilie 2017
- Carmen Harra în OK!Magazine, Adevărul Holding din 29 martie 2016
- Carmen Harra la la "Dincolo de aparente" Antena Stars, 28 ianuarie 2015
- Carmen Harra în Evenimentul Zilei, 8 iulie 2014[nefuncțională – arhivă]
- Carmen Harra la la "Dincolo de aparente" Antena Stars, 16 septembrie 2013
- Carmen Harra în Formula AS, nr. 1007 din anul 2012
- Carmen Harra pe GandaculDeColorado.com, 28 decembrie 2011